# Lançon-Provence
Lançon-Provence è un comune francese di 8 375 abitanti situato nel dipartimento delle Bocche del Rodano della regione della Provenza-Alpi-Costa Azzurra.

## Storia

### Simboli
Il comune ha adottato come proprio emblema uno stemma  d'azzurro, alla stella di 16 raggi d'oro in ricordo dell'infeudamento del 1116 da parte di Raimondo I di Baux che vi eresse un castello le cui vestigia sono ancora visibili.

## Società

### Evoluzione demografica
Abitanti censiti